# Lac Peoria
Le lac Peoria est une section de la rivière Illinois entre Peoria dans le comté de Peoria et East Peoria dans le comté de Tazewell. La partie la plus ancienne de Peoria, la plus grande ville sur la rivière, se trouve sur ses rives. Le lac est formé par un élargissement de la rivière des Illinois et la première mention du lac fut par Louis Joliet et Jacques Marquette durant leur expédition en 1674. Plusieurs importants Amérindiens se trouvaient près du lac, comme les principaux villages du peuple de Kickapoo et Potawatomi. Avant la colonisation européenne, le lac s'appelait  Pimitéoui  ou « Gros Lac ».
D'un point de vue moderne, le lac s'étend de juste au sud du pont McClugage sur l'autoroute 24 et la US 150, War Memorial Drive au pont Murray Baker sur la (Interstate 74). Le plus grand lac supérieur Peoria se jette dans le lac sur sa rive nord. Le lac est actuellement une attraction touristique régionale et est utilisé pour la pratique de nombreux sports d'eaux. C'est aussi le site habituel pour la ville de Peoria le 4 juillet avec des feux d'artifice.